# Mardyck
Ne doit pas être confondu avec Fort-Mardyck.
 Mardyck  (nom d'origine: Mardijk en flamand) est une ancienne commune française, associée à Dunkerque, située dans le département du Nord et la région Hauts-de-France.

## Histoire

### Avant 1789
Mardyck était le point d'arrivée sur la côte d'une voie romaine venant de Cassel et traversant toute la Flandre maritime.
Mardyck jouxte l'ancien hameau de Fort-Mardyck ; les deux subissent les mêmes évènements. De ce fait, dans certains textes, avant le rattachement à Dunkerque, les deux communes sont quasiment considérées comme étant les mêmes.
Avant la Révolution française, la paroisse était incluse dans le diocèse de Thérouanne, puis à la disparition de celui-ci dans le diocèse de Saint-Omer.
La terre de Mardyck a été donnée à l'abbaye de Saint-Bertin de Saint-Omer en 959 par le comte de Flandre Arnould Ier.
Vers 1132, Emma, abbesse de l'abbaye d'Origny, après de longues contestations, renonce au profit de l'abbaye de Saint-Martin à la possession d'une pêcherie que son monastère possédait à Mardyck.
Mardyck releva de la châtellenie de Bourbourg jusque vers 1140, époque où elle fut rattachée à la châtellenie de Bergues. Vers 1168, elle reçut du comte de Flandres Philippe d'Alsace, une keure ou charte communale avec les privilèges associés à ce statut et un scel (sceau) vers 1168, réaffirmée en 1218 par la comtesse Jeanne de Constantinople et en 1350 par le comte Louis II de Flandre (Louis de Male).
En 1209, les marins de Mardyck passent un accord avec l'abbaye de Saint-Winoc de Bergues, au sujet du prélèvement de la dîme des harengs, les témoins étant les doyens de Bourbourg, Pène (Noordpeene) et de Bergues.
En septembre 1297, le roi Philippe IV le Bel, vainqueur du comte de Flandre Gui de Dampierre, confirme aux villes de Flandre, dont Bergues, Bourbourg, Mardyck, leurs lois et libertés, moyen d'assurer le calme dans ces villes.
En 1328, quasi toute la Flandre (y compris Bourbourg, Bergues, Mardyck, , Gravelines, Bailleul, Dunkerque, Bruges, Courtrai, Ypres  etc.) se révolte contre le comte de Flandre Louis de Nevers, les villes sont excommuniées. Le roi de France Philippe VI de Valois secourt le comte et écrase les Flamands à la bataille de Cassel, en 1329, le roi autorise l'archevêque de Reims, l'évêque de Senlis et le doyen de Rouen à lever l'interdit (l'excommunication) encouru du chef d'infraction à la paix.
Par la suite, Mardyck se retrouve plusieurs fois prise dans des conflits ou est connue pour des évènements inhabituels :
- en 1377, le duc de Bourgogne Philippe II de Bourgogne (Philippe le Hardi) reprend Mardyck aux Anglais, maîtres des lieux de même que Gravelines (les Anglais qui détiennent Calais entre 1347 et 1558 mènent plusieurs expéditions en Flandre provoquant en retour des réactions des comtes de Flandre puis des ducs de Bourgogne)[4].
- en 1383, Mardyck est ravagée lors de la croisade d'Henri le Despenser[4].
- en 1558, après la reprise de Calais par les Français, le Maréchal de Thermes, Paul de La Barthe de Thermes, mène une expédition française en Flandre, alors terre espagnole (Charles Quint puis Philippe II), et ravage le pays dont Mardyck, dont les défenseurs submergés se réfugient dans l'église mais sont faits prisonniers ou tués[10]; l'aventure se termine par la défaite française lors de la bataille de Gravelines. À la suite de cette affaire, les Espagnols fortifient la ville en 1622 en y construisant un fort, base de la future commune de Fort-Mardyck[11].
- en 1602, une baleine s'échoue sur le rivage à Mardyck, on en tire plusieurs tonnes d'huile, de même en 1603[11].

- le 30 juin 1645, la ville est assiégée par Josias Rantzau, alors maréchal de France puis commandant de l'armée de Flandre, qui deviendra par la suite gouverneur de Dunkerque, Bergues, Mardyck, Furnes.
- Le 4 août 1646 se déroule le siège de Mardyck
- en 1652, mettant à profit les troubles en France, pendant la période de la fronde, les Espagnols reprennent Mardyck aux Français
- Le 23 mars 1657, la commune est mise en jeu dans le Traité de Paris. Le 3 octobre, Turenne assiège et prend Mardyck qu'il remet aux Anglais conformément aux termes de la coalition franco-anglaise.

En 1658, Louis XIV, âgé de 20 ans, en pleine campagne militaire tombe malade à Mardyck et est transporté à Calais. D'après le descriptif de la maladie, il avait contracté ce qui fut considéré comme étant une fièvre typhoïde (en fait il s'agissait d'une grave intoxication alimentaire. Il en guérit à force (ou malgré) de purgations, saignées, et d'administration d'antimoine.
Par le traité des Pyrénées en 1659 entre la France et l'Espagne, l'Espagne cède Mardyck, Bourbourg, Gravelines à la France mais Mardyck fait partie du territoire autour de Dunkerque cédé par la France à l'Angleterre, conformément aux termes de la coalition franco-anglaise, à la suite de la bataille des dunes. Les Anglais améliorent les fortifications de Mardyck.
27 octobre 1662, achat de Dunkerque, de Mardyck et de Fort-Mardyck pour 400 000 £ à Charles II d'Angleterre.
Les fortifications de Mardyck sont démolies en 1664 après celles construites à Dunkerque et Gravelines.
En 1714, la France creuse un nouveau port à Mardyck à la suite des traités d'Utrecht de 1713, lesquels imposent la destruction du port de Dunkerque et des fortifications de la ville ; on pense donc à Mardyck pour tenter de creuser un nouveau port, mais les installations sont détruites après le traité de 1717 (Paix de La Haye). Le port de Mardyck ne pouvait de toutes façons être une solution satisfaisante, en raison de bas-fonds, de vase, de grands risques courus par les bateaux, seul le rétablissement de la situation de Dunkerque dans le courant du siècle a résolu le problème.
À la veille de Révolution, en 1750, l'église du village détient quelques terres, (d'une église à une autre, les situations sont très inégales) situées pour l'essentiel dans la paroisse. Ces biens sont administrés par un « conseil de la fabrique »; les terres sont louées et le produit de la location entre en recettes dans les comptes de l'église. L'église de Mardyck, une des moins bien loties de la châtellenie de Bourbourg possède 25 mesures de terre, soit environ 11 hectares.

### Depuis 1789
En 1789, Martin Liévin Palmaert, curé desservant de Mardyck est désigné comme suppléant des représentants du clergé aux états généraux de 1789 ; à la suite de la démission d'un titulaire, il siège à l'Assemblée constituante en 1790, et prête serment dans le cadre de la Constitution civile du clergé (serment par lequel le clergé prête serment de fidélité à la Constitution).
Jusqu'en 1792, le village de Mardyck est sous la souveraineté du royaume de France. En 1790, il se trouve dans le département du Nord nouvellement créé.
En 1793, le village devient officiellement une commune, au sein du canton de Dunkerque. La commune et ce canton font partie du district de Bergues, qui devient en 1801 l'arrondissement de Bergues puis en 1803 celui de Dunkerque. La commune fait partie après 1801 du canton de Dunkerque-Ouest.
En 1800, a lieu le rattachement de l'ancien hameau devenu commune de Fort-Mardyck.
Pendant la Première Guerre mondiale, Mardyck fait partie en 1917 du commandement d'étapes de Spycker, c'est-à-dire un élément de l'armée organisant le stationnement de troupes, comprenant souvent des chevaux, pendant un temps plus ou moins long, sur les communes dépendant du commandement, en arrière du front. La commune fait également partie du commandement d'étapes installé en 1916, à Grand-Millebrugghe, et en 1917-1918, de ceux situés à Petite-Synthe puis à Coudekerque-Branche, et Téteghem. La commune est le siège d'un parc automobile pour toute la région.
Le 6 décembre 1917, des bombes sont tombées sur Mardyck sans faire de victimes.
En 1940, création, par l'occupant allemand, d'un terrain d'aviation qui servit notamment pour les chasseurs de la JG-2,.
La raffinerie des Flandres construite en 1974 sera la dernière raffinerie construite en France.
La commune s'est associée avec Dunkerque en 1980 et fait partie du canton de Grande-Synthe.
En 1999, la population était de 372 habitants.

## Géographie, environnement
La commune a bénéficié d'une opération de renaturation avec la coulée verte restaurée par le conseil général et la communauté urbaine ayant vocation de corridor biologique et d'accueil de la faune et de flore sauvages. C'est un élément du maillage écologique régional (trame verte et bleue), qui contribue à une amélioration de la naturalité du paysage.

Les travaux ont été menés ainsi qu'à Loon-Plage en trois phases de 1999 à 2001, sur 28 hectares en cherchant à valoriser l'écopotentialité des sites. Les écologues y ont recreusé des dépressions humides (dont un hectare de marais à la place d’une ancienne route), restauré des pelouses sèches dont de type steppiques, des prairies (qui ont rapidement retrouvé une flore riche, dont l’erigeron âcre, la bugrane épineuse ainsi que l’ophrys abeille) sur des terres agricoles antérieurement labourées. Huit hectares ont été boisés avec des essences régionales et les berges de 2,6 km de canaux et watergangs ont été renaturées ou bordées des traditionnels saules têtards, caractéristiques des polders régionaux 
Les gestionnaires ont notamment constaté le retour du Callitriche truncata et de l’œnanthe aquatique dans les watringues, ainsi que de la samole de Valerand, de la chlora perfoliée, de la petite centaurée d’une espèce d’eleocharis et d'un gnaphalium (gnaphale jaunâtre) dans les zones sableuses. L'investissement était de 460 000 euros sur 3 ans (1,62 euro/m2).

### Communes limitrophes
| Mer du Nord | Mer du Nord | Mer du Nord   |
| Loon-Plage  | Mardyck     | Grande-Synthe |
|             | Spycker     |               |

## Drapeau
Mardyck a son propre drapeau : fascé de six pièces horizontales azur et or.

Drapeau de Mardyck
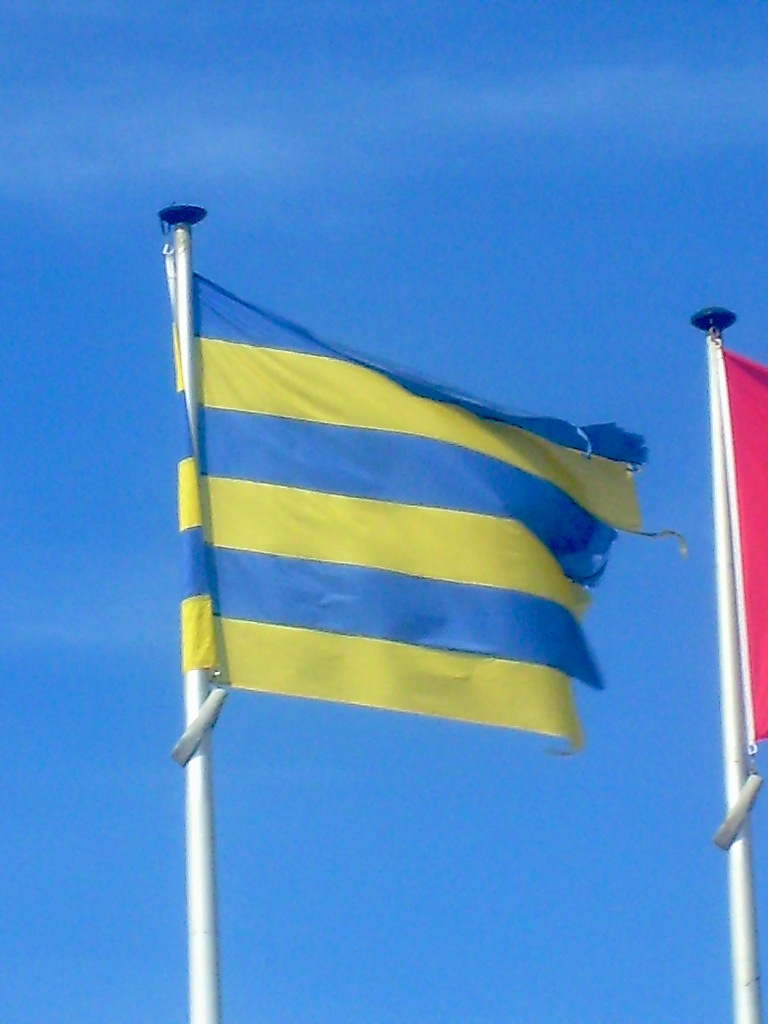
Le drapeau de Mardyck sur la digue de Malo-les-Bains

## Héraldique
|  | En 1989, Mardyck modifia ses armoiries qui sont devenues : D'azur à une barque d'or, portant un saint Nicolas de carnation, vêtu d'argent et d'or, crossé et mitré du même, et bénissant de la dextre, trois enfants à ses pieds le regardant,. |

|  | Armories d'origine de Mardyck jusqu'en 1989 : D'azur à une barque d'or, portant un Saint Nicolas de carnation, vêtu d'argent et d'or, crossé et mitré du même, et bénissant de la dextre,. |

## Liste des maires[29]
Maire en 1802-1803 : Ant. Cagniard.

Maire en 1807 : Butel.
| Période                                  | Période | Identité          | Étiquette | Qualité      |
| ---------------------------------------- | ------- | ----------------- | --------- | ------------ |
| 1853                                     | 1865    | Henri Geersen     |           |              |
| 1866                                     | 1875    | Edouard Longueval |           |              |
| 1876                                     | 1888    | Henri Cocquillier |           |              |
| 1888                                     | 1900    | Emile Mormentyn   |           |              |
| 1900                                     | 1904    | Henri Cocquillier |           |              |
| 1904                                     | 1921    | Louis Vandevelde  |           |              |
| 1921                                     | 1926    | Henri Geersen     |           |              |
| 1926                                     | 1943    | Emile Debril      |           |              |
| 1943                                     | 1947    | André Letrez      |           |              |
| 1947                                     | 1959    | Paul Vandevelde   |           |              |
| 1959                                     | 1979    | Abdon Pynthe      |           | Agriculteur. |
| Les données manquantes sont à compléter. |         |                   |           |              |

## Liste des maires-délégués
| Période                                  | Période  | Identité         | Étiquette | Qualité |
| ---------------------------------------- | -------- | ---------------- | --------- | --- |
| 1980                                     | 1983     | Abdon Pynthe     |           | Agriculteur. |
| 1983                                     | 1989     | Abdon Pynthe     |           | Agriculteur, Conseiller communautaire à la Communauté urbaine de Dunkerque de 1971 à 1989.                      |
| 1989                                     | 2014     | Gérard Blanchard | PS        | retraité de la Fonction publique, Conseiller communautaire à la Communauté urbaine de Dunkerque de 2008 à 2014. |
| 2014                                     | En cours | Fabienne Castel  | SE        | Gestionnaire de paye, Conseillère communautaire à la Communauté urbaine de Dunkerque depuis 2014.               |
| Les données manquantes sont à compléter. |          |                  |           | |

## Démographie
| 1793 | 1800 | 1806 | 1821 | 1831 | 1836 | 1841 | 1846 | 1851 |
| ---- | ---- | ---- | ---- | ---- | ---- | ---- | ---- | ---- |
| 224  | 634  | 628  | 649  | 348  | 389  | 410  | 411  | 413  |

| 1856 | 1861 | 1866 | 1872 | 1876 | 1881 | 1886 | 1891 | 1896 |
| ---- | ---- | ---- | ---- | ---- | ---- | ---- | ---- | ---- |
| 415  | 448  | 436  | 425  | 449  | 440  | 419  | 420  | 425  |

| 1901 | 1906 | 1911 | 1921 | 1926 | 1931 | 1936 | 1946 | 1954 |
| ---- | ---- | ---- | ---- | ---- | ---- | ---- | ---- | ---- |
| 465  | 462  | 425  | 418  | 426  | 392  | 406  | 262  | 345  |

| 1962 | 1968 | 1975 | 1999 | 2006 | 2011 | 2016 | 2021 | 2022 |
| ---- | ---- | ---- | ---- | ---- | ---- | ---- | ---- | ---- |
| 330  | 331  | 323  | 372  | 346  | 285  | 310  | 254  | 237  |

## Lieux et monuments
- Église Saint Nicolas, 1961[39], Léon Finet, architecte ; Émile Morlaix, sculpteur

## Économie
- Une centrale éolienne[40] de 12 MW. Elle comprend cinq éoliennes :
  - Deux éoliennes Vestas de 2 MW (80 m de diamètre).
  - Deux éoliennes Nordex de 2,5 MW (80 m de diamètre).
  - Une éolienne General Electric Wind de 3 MW (104 m de diamètre).
- Production d'acier par Arcelor

## Vie quotidienne
À Mardyck se trouvent:
- Une école primaire (fermée en juin 2010 par manque d'élèves)
- Une piscine (avec sauna et solarium fermée le 15 juillet 2023)[41]
- Une salle de sport
- Une maison de village
- Terrain de motocross
- Des boulodromes
- Un city stade
- Des terrains de football
- Des aires de jeux pour enfants
- Une salle des fêtes
- Un café

## Festivités
On y fête:
- La fête du village.
- La Saint-Martin.
- La Ducasse communale.
- Le Carnaval de Dunkerque.

## Personnalités
- Marcel Audemard d'Alançon (1914-1940), officier aviateur, y fit un bref séjour.
- François de La Rochefoucauld fut blessé lors du siège de Mardyck.
- Sébastien Le Prestre de Vauban passa en 1657.